# Jason Clarke
Jason Clarke (ur. 17 lipca 1969 w Winton, w stanie Queensland) – australijski aktor filmowy i telewizyjny.
Wystąpił m.in. w filmach: Death Race: Wyścig śmierci, Wrogowie publiczni, Wróg numer jeden, Wielki Gatsby, Świat w płomieniach, Ewolucja planety małp, Terminator: Genisys i Everest, oraz serialu Braterstwo.

## Życiorys

### Wczesne lata
Urodził się i dorastał w Winton, w rolniczej części stanu Queensland w Australii. Jego ojciec pracował jako postrzygacz owiec w Australii Południowaej poza małym miasteczkiem Padthaway na Limestone Coast. Jego rodzina mieszkała również w Północnym Queensland, gdzie Clarke ukończył katolicką szkołę średnią dla chłopców Ignatius Park College.
Rozpoczął studia prawnicze, lecz po dwóch latach przerwał naukę, żeby za namową przyjaciela ze szkoły teatralnej zostać aktorem. W 1994 ukończył studia na Wydziale Sztuk Pięknych i Muzyki University of Melbourne. Po kilku latach postanowił przenieść się do Stanów Zjednoczonych.

### Kariera
Po raz pierwszy trafił przed kamery jako lider gangu w filmie krótkometrażowym Hidden Injuries (1992). Grywał niewielkie role w serialach telewizyjnych, w tym Halifax f.p. (1995) jako detektyw, Policjanci z Mt. Thomas (1995-1999), Mercury (1996), Diagnoza morderstwo (1996), Szczury wodne (1997), Szkoła złamanych serc (1997) i Knots Landing (1997). Na dużym ekranie zadebiutował w dramacie sensacyjnym Dilemma (1997) u boku C. Thomasa Howella i Danny’ego Trejo. Po występie w dreszczowcu kryminalnym Ryzyko (Risk, 2000) z udziałem Bryana Browna, zwrócił na siebie uwagę w roli oślizłego policjanta Constable Riggsa w dramacie przygodowym Phillipa Noyce’a Polowanie na króliki (Rabbit-Proof Fence, 2002).
Przełom w jego karierze przyniosła rola lokalnego polityka Tommy’ego Caffe, głównego bohatera w serialu Showtime Braterstwo (Brotherhood, 2006-2008) u boku Jasona Isaacsa.
W 2018 podczas gali Independent Spirit Awards otrzymał nagrodę im. Roberta Altmana za rolę Henry’ego McAllana w dramacie historycznym Mudbound (2017).

## Życie prywatne
W 2010 związał się z Cécile Breccią, francuską aktorką i modelką. Mają dwóch synów urodzonych w 2014 i 2019. W 2018 pobrali się.